# پتی میلز

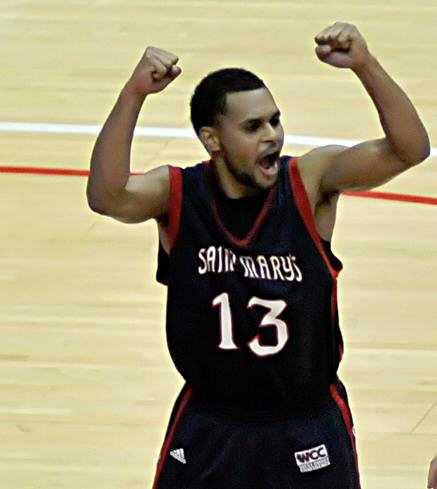

پاتریک سامی میلز (به انگلیسی: Patrick Mills) متولد ۱۹۸۸ میلادی در کانبرا بازیکن حرفه‌ای ان بی ای و ملی پوش تیم ملی بسکتبال استرالیا است.
او سپس در سال ۲۰۰۹ در درفت سرتاسری ان بی ای در رتبه ۵۵ توسط پورتلند تریلبلیزرز گزینش گردید اما در آنجا موفق نبود. سپس مدتی را در چین بازی کرد و نهایتاً پس از مصدومیت دائم و بازنشستگی تی جی فورد به جای وی به تیم سن آنتونیو اسپرز پیوست و در آنجا نقش ذخیره تونی پارکر را به‌خوبی ابفا نمود.
او در نقش گارد راس بازی میکند.